# Liste des membres de la 7e Chambre des communes d'Irlande du Nord
 (mai 2023).
Voici une liste des Membres du Parlement élus lors des élections générales de 1949 en Irlande du Nord. Les élections à la 7e Chambre des communes d'Irlande du Nord ont eu lieu le 19 février 1949.
Tous les membres de la Chambre des communes d'Irlande du Nord élus aux élections générales de 1949 sont répertoriés.

## Membres
| Nom                      | Circonscription      | Parti | Parti                |
| ------------------------ | -------------------- | ----- | -------------------- |
| Robert Brown Alexander   | Belfast Victoria     |       | Ulster Unionist      |
| J. M. Andrews            | Mid Down             |       | Ulster Unionist      |
| John Edgar Bailey        | West Down            |       | Ulster Unionist      |
| Thomas Bailie            | North Down           |       | Ulster Unionist      |
| John Milne Barbour       | South Antrim         |       | Ulster Unionist      |
| Basil Brooke             | Lisnaskea            |       | Ulster Unionist      |
| Irene Calvert            | Queen's University   |       | Indépendant          |
| Thomas Loftus Cole       | Belfast Dock         |       | Ulster Unionist      |
| Malachy Conlon           | South Armagh         |       | Nationalist          |
| Joseph Connellan         | South Down           |       | Nationalist          |
| Harry Diamond            | Belfast Falls        |       | Socialist Republican |
| Herbert Dixon            | Belfast Bloomfield   |       | Ulster Unionist      |
| George Dougan            | Central Armagh       |       | Ulster Unionist      |
| Brian Faulkner           | East Down            |       | Ulster Unionist      |
| Erne Ferguson            | Enniskillen          |       | Ulster Unionist      |
| William Grant            | Belfast Duncairn     |       | Ulster Unionist      |
| Samuel Hall-Thompson     | Belfast Clifton      |       | Ulster Unionist      |
| Francis Hanna            | Belfast Central      |       | Independent Labour   |
| Cahir Healy              | South Fermanagh      |       | Nationalist          |
| Tommy Henderson          | Belfast Shankill     |       | Ind. Unionist        |
| Eileen M. Hickey         | Queen's University   |       | Indépendant          |
| Lancelot Curran          | Carrick              |       | Ulster Unionist      |
| Samuel Irwin             | Queen's University   |       | Ulster Unionist      |
| William Lyle             | Queen's University   |       | Ulster Unionist      |
| Thomas Lyons             | North Tyrone         |       | Ulster Unionist      |
| James Godfrey MacManaway | City of Londonderry  |       | Ulster Unionist      |
| Brian Maginess           | Iveagh               |       | Ulster Unionist      |
| Patrick Maxwell          | Foyle                |       | Nationalist          |
| William May              | Ards                 |       | Ulster Unionist      |
| Eddie McAteer            | Mid Londonderry      |       | Nationalist          |
| William McCleery         | North Antrim         |       | Ulster Unionist      |
| William McCoy            | South Tyrone         |       | Ulster Unionist      |
| Edward McCullagh         | Mid Tyrone           |       | Nationalist          |
| Dinah McNabb             | North Armagh         |       | Ulster Unionist      |
| James McSparran          | Mourne               |       | Nationalist          |
| Harry Midgley            | Belfast Willowfield  |       | Ulster Unionist      |
| Hugh Minford             | Antrim               |       | Ulster Unionist      |
| Robert Moore             | North Londonderry    |       | Ulster Unionist      |
| William James Morgan     | Belfast Oldpark      |       | Ulster Unionist      |
| Ivan Neill               | Belfast Ballynafeigh |       | Ulster Unionist      |
| John William Nixon       | Belfast Woodvale     |       | Ind. Unionist        |
| Roderick O'Connor        | West Tyrone          |       | Nationalist          |
| Terence O'Neill          | Bannside             |       | Ulster Unionist      |
| Dehra Parker             | South Londonderry    |       | Ulster Unionist      |
| Samuel Rodgers           | Belfast Pottinger    |       | Ulster Unionist      |
| John Maynard Sinclair    | Belfast Cromac       |       | Ulster Unionist      |
| Joseph Francis Stewart   | East Tyrone          |       | Nationalist          |
| Norman Stronge           | Mid Armagh           |       | Ulster Unionist      |
| Walter Topping           | Larne                |       | Ulster Unionist      |
| John Warnock             | Belfast St Anne's    |       | Ulster Unionist      |
| Archibald Wilson         | Belfast Windsor      |       | Ulster Unionist      |
| Robert Nichol Wilson     | Mid Antrim           |       | Ulster Unionist      |

## Changement
- 1949: Socialist Republican Party dissous ; Harry Diamond a ensuite siégé en tant qu'indépendant.
- 24 Octobre 1949: Thomas Charles Nelson élu pour les unionistes à Enniskillen, à la suite de la démission d'Erne Ferguson.
- 15 Novembre 1949: Frederick Lloyd-Dodd élu pour les unionistes de Queen's University, à la suite du décès de William Lyle.
- 29 Novembre 1949: George Boyle Hanna élu pour les unionistes à Belfast Duncairn, à la suite du décès de William Grant
- 20 Janvier 1950: Alexander Hunter élu pour les unionistes à Carrick, à la suite de la démission de Lancelot Curran.
- 4 Avril 1950: Robert Harcourt élu pour les unionistes à Belfast Woodvale, à la suite de la démission de John William Nixon
- 31 Octobre 1950: Daniel Dixon élu pour les unionistes à Belfast Bloomfield, à la suite du décès de Herbert Dixon.
- 6 Décembre 1950: Charles McGleenan élu pour l'Anti-Partition League of Ireland à South Armagh, à la suite du décès de Malachy Conlon.
- 2 Février 1951: Nat Minford est élu pour les unionistes d'Antrim, à la suite du décès de Hugh Minford.
- 18 Junin 1951: Edward Warburton Jones est élu pour les unionistes dans City of Londonderry, à la suite de la démission de James Godfrey MacManaway.
- 10 Décembre 1951: Brian McConnell est élu pour les unionistes dans South Antrim, à la suite du décès de John Milne Barbour
- 31 Janvier 1953: Décès de John Maynard Sinclair.